# Zentrum für unerkannte und seltene Erkrankungen
Das Zentrum für unerkannte und seltene Erkrankungen (ZusE) ist eine Einrichtung am Universitätsklinikum Marburg. Es soll eine Anlaufstelle für alle Patienten sein, bei denen trotz umfangreicher Diagnostik im Vorfeld keine befriedigende Diagnose erstellt werden konnte. Es wurde 2013 als Zentrum für unerkannte Krankheiten (ZuK) von Jürgen Schäfer gegründet. Bis März 2019 beriet die Einrichtung 8000 Menschen.